# 漓江副沙鳅
漓江副沙鳅（学名：Parabotia lijiangensis）为輻鰭魚綱鯉形目沙鳅科副沙鳅属的鱼类，為亞熱帶淡水魚類，是中国的特有物种。分布于珠江水系的漓江等。该物种的模式产地在广西桂林。
其种加词“lijiangensis”意为“广西漓江的”。